# جایزه کتاب استون‌وال
جایزهٔ کتاب استون‌وال (انگلیسی: Stonewall Book Award) مجموعه‌ای از سه جایزهٔ ادبی به پشتیبانی انجمن کتابخانه آمریکا است که سالانه به کتاب‌های انگلیسی زبان مرتبط با دگرباشی جنسی که در آمریکا منتشر شده‌اند، اهدا می‌شود. نخستین دورهٔ آن در سال ۱۹۷۱ میلادی برگزار شد. نام این جوایز از شورش‌های استون‌وال گرفته شده‌است.